# Norah Elam
Pour les articles homonymes, voir Elam.
Norah Elam, née Norah Doherty, née le 5 mars 1878 et morte le 2 mars 1961, également connue sous le nom Norah Dacre Fox, est une féministe radicale, suffragette, militante anti-vivisection et fasciste britannico-irlandaise.

## Biographie
Elle naît à Dublin le 5 mars 1878. Sa famille s'installe en Angleterre en 1888. Elle se marie le 8 mai 1909 et vit à Claygate, dans le Surrey. Elle rejoint le Women's Social and Political Union (WSPU) en 1912. Durant ses années militantes, elle écope de trois peines de prison. Menant une grève de la faim, elle est alimentée de force par les autorités ; la dirigeante de la WSPU, Emmeline Pankhurst, la félicitera en lui décernant la Hunger Strike Medal. En 1913, elle conduit une délégation chargée de persuader l'évêque de Londres de défendre les suffragettes nourries de force. L'année suivante, ignorant une injonction à comparaître, elle est jugée en compagnie de Flora Drummond : les deux femmes se servent de leur procès comme d'une tribune, manifestant de grandes capacités oratoires. En juillet de la même année, elle prononce un discours à Londres en compagnie d'Annie Kenney, alors qu'elles sont sous le coup d'un mandat d'arrêt.
Après l'obtention du droit de vote et d'éligibilité, elle se présente aux élections législatives de 1918 dans la circonscription de Richmond (Surrey), comme indépendante. Elle n'est pas élue.
Elle milite au sein du parti conservateur, jusqu'en 1934, avec son compagnon. À partir de 1934, elle rejoint le British Union of Fascists d'Oswald Mosley. Elle y rencontre Mary Sophia Allen, qui deviendra une de ses proches amies. Ayant acquis la confiance du leader d'extrême droite Oswald Mosley, elle le remplace comme trésorière ; cela conduit à son internement en 1940.
Elle a un fils unique, né en 1922.